# Франц Готхарди
Франц Готхарди (мађ. Gotthardi Ferenc; Пешта, 1750 - јула 1795, Беч) био је аустроугарски полицијски службеник и шеф хабзбуршке тајне политичке полиције у Бечу.

## Биографија
Готхарди је првобитно био трговац и власник гостионице у Пешти. Под Јозефом II постао је директор полиције у Пешти и саветник Будимско намесништва и организовао шпијунску мрежу у Угарској. Пошто је морао напустити Угарску, вратио се у Беч, где је под Леополдом II постао царско-краљевски саветник и управни директор Бечког народног позоришта, а заправо шеф хабзбуршке тајне полиције и регрутор шпијуна и конфидената. При том је његов задатак био надгледање и шпијунирање активности слободнозидарских, илуминатских и језуитских кругова. Међи шпијунима које је регрутовао био је и Игњат Јосип Мартиновић и писац Леополд Алојз Хофман
Под Францом II је отпуштен. Тада је оптужен за учешће у тзв. јакобинској завери и осуђен на 35 године затвора.